# 曾纪泽
曾纪泽（1839年12月7日—1890年4月12日），字劼刚，号梦瞻，湖南湘鄉人，清代外交家，亦是清朝同治中兴名臣。其為汉族官僚曾国藩之次子（长子纪第早殇），袭封一等毅勇侯；曾任清政府驻英、法、俄国大使，也是当时秉承“经世致用”新思维的知识分子。

## 生平
1839年12月7日即道光十九年十一月初二，生於湘鄉。父親曾國藩、母親是衡陽歐陽廩生之女。出生當日，曾國藩赴京任翰林院庶吉士，不久由母親叔父偕往北京。四歲便在家塾就讀，師從長沙馮樹棠，十歲已經可以試作律詩。1853年，時值太平天國起事，由母親和舅舅歐陽柄銓送返湘鄉。1856年4月25日，與前云貴總督賀長齡之女結婚，不幸於次年難產辭世。1859年9月，與陝西巡撫劉蓉之女再婚。
1860年、1861年兩次鄉試均落榜，因為科場運氣不佳，而專心研究經書典籍，涉獵世界知識。此時，與太平天國的戰爭已進入末期曾紀澤常去曾國藩軍營省親，又與其幕府中的幕僚交遊。薛福成、吳汝綸、黎庶昌、容閎都是他的好友。1865年，代父親重刻幾何原本。1866年11月，曾國藩平定捻亂後返回金陵任兩江總督，隨往。後，洋務運動開始，沿海各地開設了各式新廠，他與金陵機械局的馬格里相識，成為好友。
1870年3月，赴京應蔭生試，補為户部员外郎。但曾國藩眼疾加重，遂返回金陵侍奉。次年，母親又病重，以西藥治癒。1872年，曾國藩病逝，又兩年，母親病逝。1877年，服喪期滿，继承其父“一等毅勇侯”侯爵爵位。1878年，被清政府任命为驻英、驻法公使，同时补任为太常寺卿。
1880年，兼任驻俄公使。1881年，簽訂《中俄伊犁條約》（《改訂條約》）。1884年，因与清廷对清法战争持不同意见而被免除驻法公使职务。1885年，遭免除驻英、驻法公使，回国后任海军衙门帮办、户部右侍郎、总理衙门大臣。
1890年4月12日（光绪十六年闰二月二十三日），病逝于北京，谥号惠敏。

### 外交生涯
曾纪泽的外交职业生涯中最重要的贡献，就是他在左宗棠收复新疆时与俄国进行的外交谈判。1864年浩罕汗国贵族，军事首领阿古柏发动叛乱，建立“哲德沙尔”政权，遭到清朝陕甘总督左宗棠的西征军讨伐，兵败身亡。俄国却趁着西境混乱之时，夺取了包括伊犁在内的清朝领土。清朝政府派出户部右侍郎署盛京将军崇厚为谈判代表，与俄国商讨归还伊犁事宜，但其草签的《里瓦几亚条约》却割地赔款，令清朝损失了太多的利益。清廷拒绝承认此条约，在命令左宗棠继续整军备战的同时，派时任驻英法公使的曾纪泽兼任驻俄公使，赴莫斯科与俄国谈判改约。1881年经过修改的《伊犁條約》（也就是俗称的《改订条约》）出炉，曾纪泽通过坚韧的据理力争，加上左宗棠西征军对俄国的有利势态，将清朝的损失减少到最低程度：收回了伊犁九城的主权，以多付400万卢布的代价，换回了两万多平方公里的领土。虽然俄国通过随后的《勘界议定书》，使清朝又损失了1万多平方公里的土地，但这个改订的条约仍然减少了清朝的权益损失，使得曾纪泽博得朝野的好评和西方外交界的尊重。
其后曾纪泽还参与了清英鸦片交易加税免釐问题和朝鲜、英国强占缅甸等问题的对外交涉。1883至1884年，曾纪泽在巴黎就越南中法战争事务与法国政府进行谈判，立场强硬，但由于越南战事不利清廷上层意图主和，1884年4月被解除驻法公使的职务，1885年6月卸任驻英俄公使职务。回中国前，曾纪泽用英文在伦敦《亚洲季刊》（Asiatic Quarterly Review）1887年1月號发表了阐述对清朝内政外交和列强对华政策观点的文章《China, the Sleep and the Awakening》、（中译名《中国先睡后醒论》）。回国后参与海军衙门事务，并力图促进中国外交政策的改革，以及不平等条约之废除。

### 墓葬
曾纪泽死后，葬于长沙望城县雷锋镇牌楼坝村桃子湾，是一处遵照清代侯爵制建造的具有湖南本土特色的清代墓葬。墓坐东朝西，呈半环形布局，占地面积约3000平方米。原墓葬由墓冢、墓围、墓碑、拜台、石阙、神道、石像生组群、墓庐、龟背石石碑等构成，规模宏大。其中墓冢为糯米混瓷浇筑，其余建筑均为花岗石材质。
1958年，当地修建牌楼坝水库，尽取墓地花岗石构件作为筑坝材料，墓葬受到严重损坏并遭盗掘。青花瓷刻墓志铭亦遗失。

## 評價

### 正面評價
蕭一山在所著《清史大綱》一書中評：“曾紀澤是我國當時最了解國際形勢的外交家”，對使俄換約“不矜不伐，操心慮患的態度，真不愧為曾文正公之子！”

### 負面評價
严复在英国时曾說：曾纪泽“門第意氣太重，天分亦不高”、“喜為輕藐鄙夷之事”、“天分極低，又復偷懦憚事，于使事模稜而已，无裨益”。
刘体智所著的《异辞录》卷二里的《李鸿章遥执朝政》如此提及李对曾的观感和处置——

曾惠敏歸自歐洲，文忠以文正之嗣，親近異乎尋常。惠敏年富氣盛，略示欲得兩江之意。文忠曰：「以子之才地勳勞，且承先德，何不可者！江南地大不易治，先試諸陝甘，何如？」惠敏怒曰：「雖死，固不願往。」既而醇邸屢以惠敏位置為問，文忠曰：「徐之以老其才。」惠敏困於譯署，鬱鬱而卒，病中頗懟文忠負義，時人方知文忠遙執朝政云。

## 著作
- 《曾惠敏公遗集》
- 《曾惠敏公全集》
- 《曾惠敏公使西日记》
- 《曾惠敏公手写日记》
- 《出使英法俄国日记》
- 《曾纪泽日记》

### 相关著作
- 李恩涵 《曾纪泽的外交》
- 辛越 《大清公使曾纪泽》（历史小说）

## 家族
- 父：曾国藩（1811－1872）
- 母：欧阳氏
  - 子：曾廣铨（1871年－1940年），曾纪鸿之子，后过继给曾纪泽为嗣。
    - 孙子：曾约农（1893年－1986年），教育家，東海大學在臺復校後首任校長。

  - 三子：曾廣銮（1873年－1920年）。
    - 孫：曾昭揆，廣铨之子，過繼予廣銮。

- 二叔：曾国潢（1820－1886），原名国英，字澄侯，曾麟书次子，族中排行第四，因此被曾国藩称为四弟，曾氏兄弟间皆以族中排行相称。
  - 堂弟：曾纪梁（1842—1925年），紀字輩中年壽最高者，為大界曾氏族長。
    - 堂姪：曾广祚
      - 堂姪孙：曾昭抡（1899－1967），曾国潢之曾孙子。
- 三叔：曾国华（1822－1858），字温甫，曾麟书第三子，族中排行第六。平定太平天国时战死于三河镇。
- 四叔：曾国荃（1824－1890），字沅甫，曾麟书第四子，族中排行第九，人称“曾老九”。平定太平天国的用力之将，官至两江总督。
- 堂兄弟：曾纪瑞，兵部员外郎。
- 堂兄弟：曾纪官，戶部员外郎。
  - 堂姪：曾廣江（1868—1921），安徽侯補道，誥授通議大夫，晉授資政大夫。
    - 堂姪孫：曾昭和（1888—1957），湖南公立法政專門學校畢業。曾任湖北夏口地方法院推事。
      - 堂姪曾孙女：曾宪植（1910－1989），曾国荃之玄孙女，叶剑英之第三任夫人。
- 五叔：曾國葆（1829－1862），字季洪，后更名贞幹，字事恒，在兄弟五人中年纪最小。病死於雨花臺。
- 姑：曾国兰，姑父王鹏远。
- 姑：曾国蕙，夫王待聘。
- 姑：曾国芝，夫朱永春。

- 表叔：彭毓橘。

- 長兄：曾纪第，早殇。
- 三弟：曾纪鸿（1848年－1881年）
  - 姪：曾廣鈞（1866年－1929年），曾国藩长孙。曾纪鸿长子。
    - 姪孙女：曾宝荪（1893－1978）

## 延伸閱讀
[在维基数据编辑]
 在维基文库阅读此作者作品（ 在维基共享资源阅览影像）
 《清史稿·卷446》，出自趙爾巽《清史稿》